# Thermomix

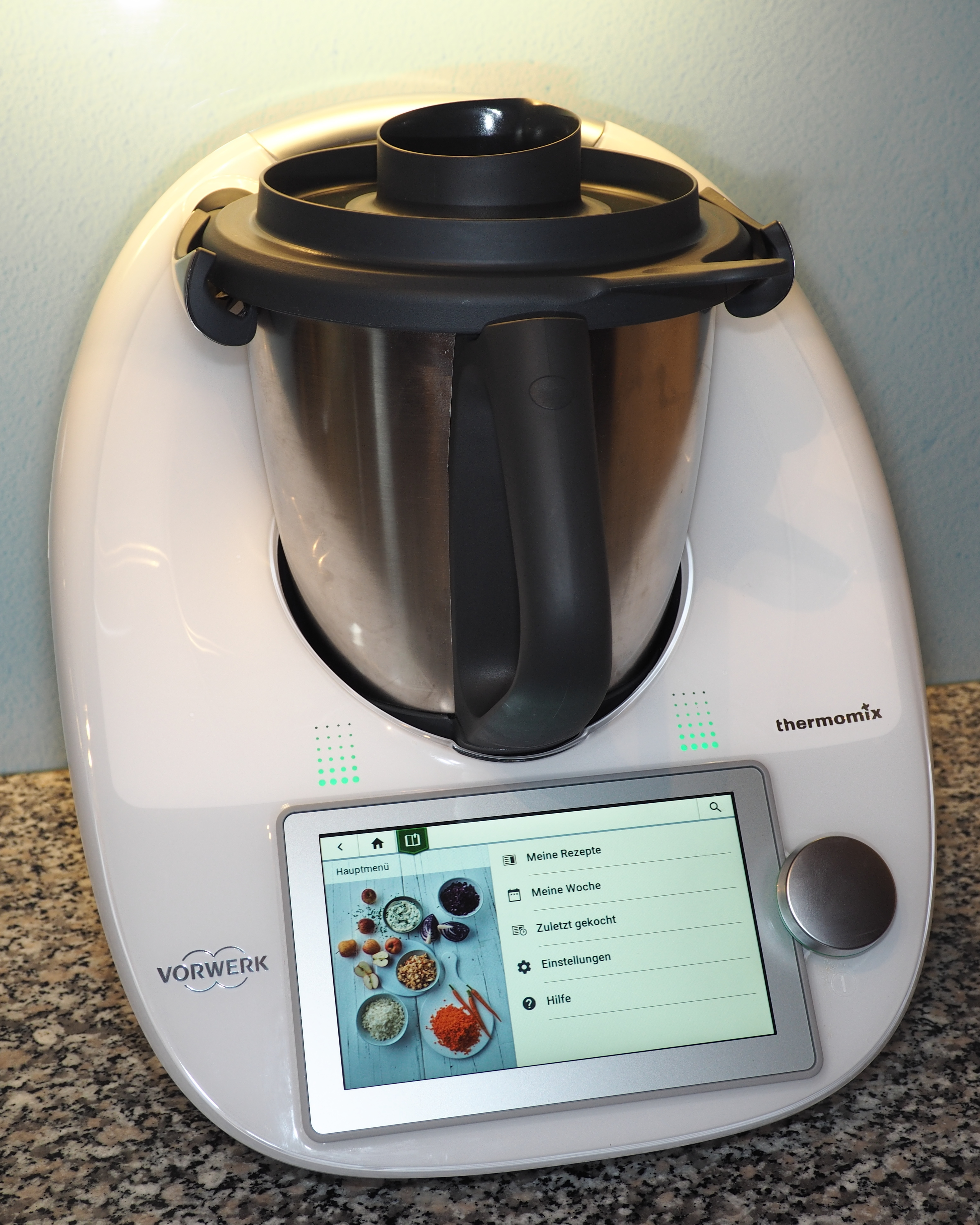
Thermomix TM6 (2019). Modelo fotografiado sin el recipiente superior Varoma.

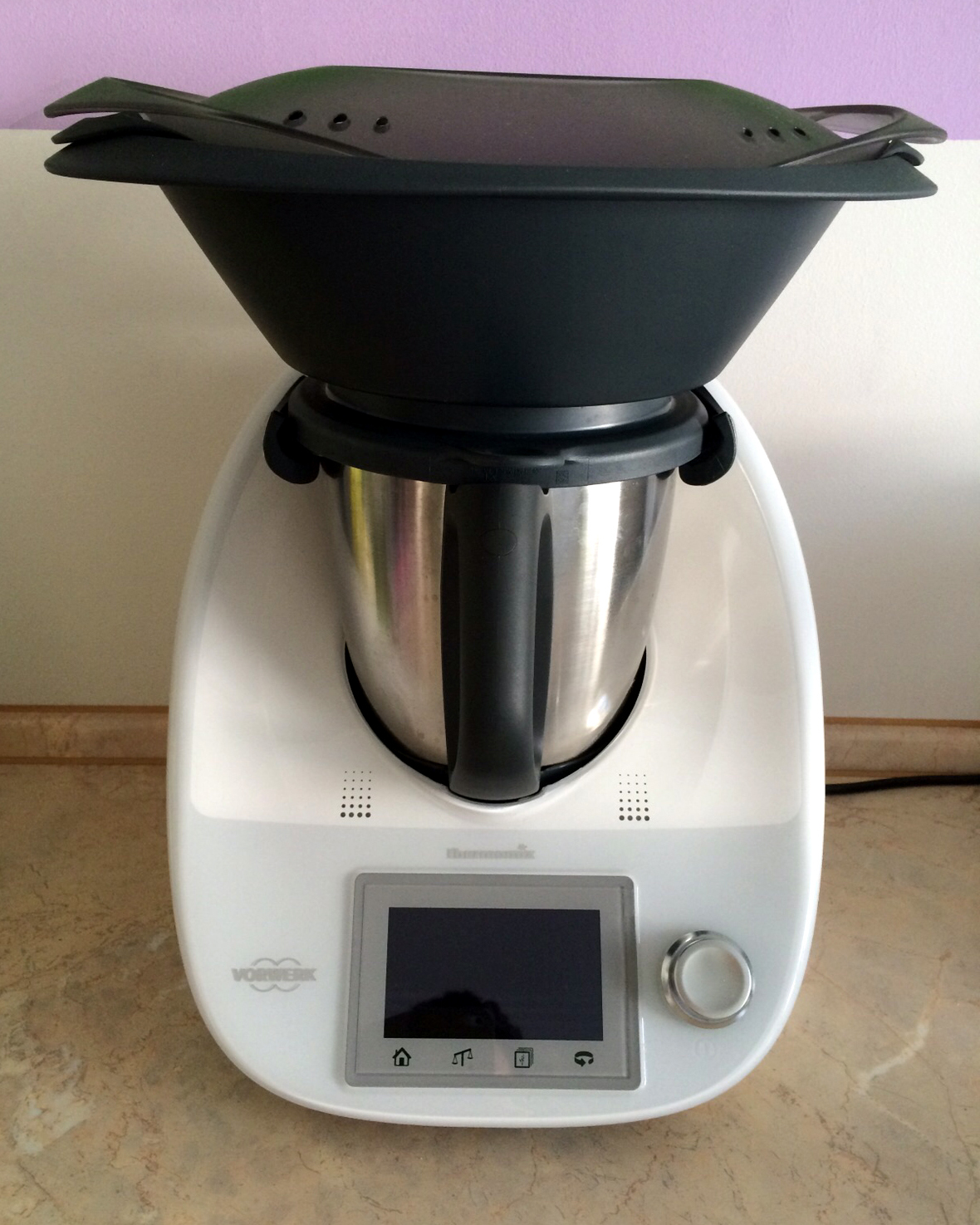
Thermomix TM5 (2014).

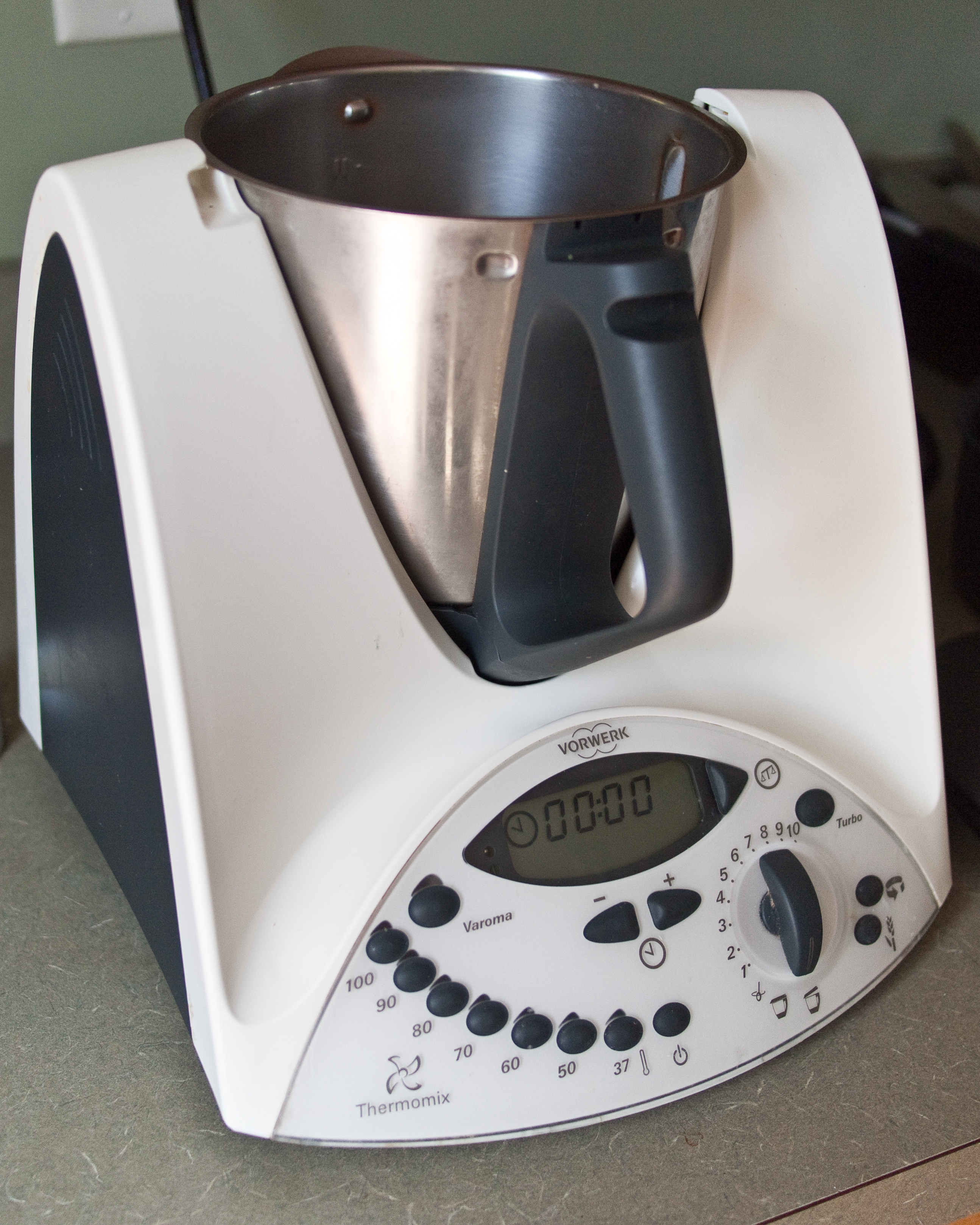
Thermomix TM 31 (2004).

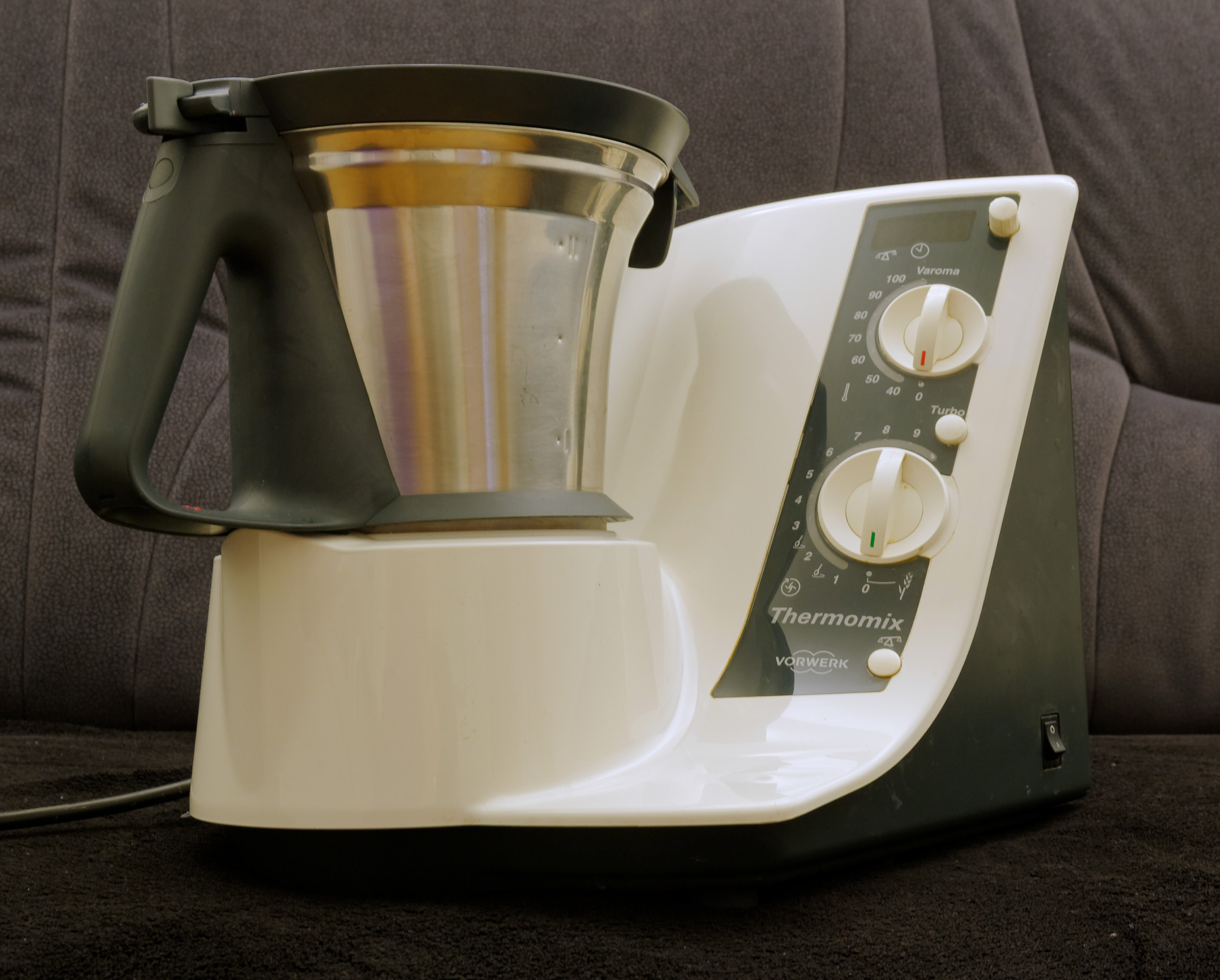
Thermomix TM 21 (1996).

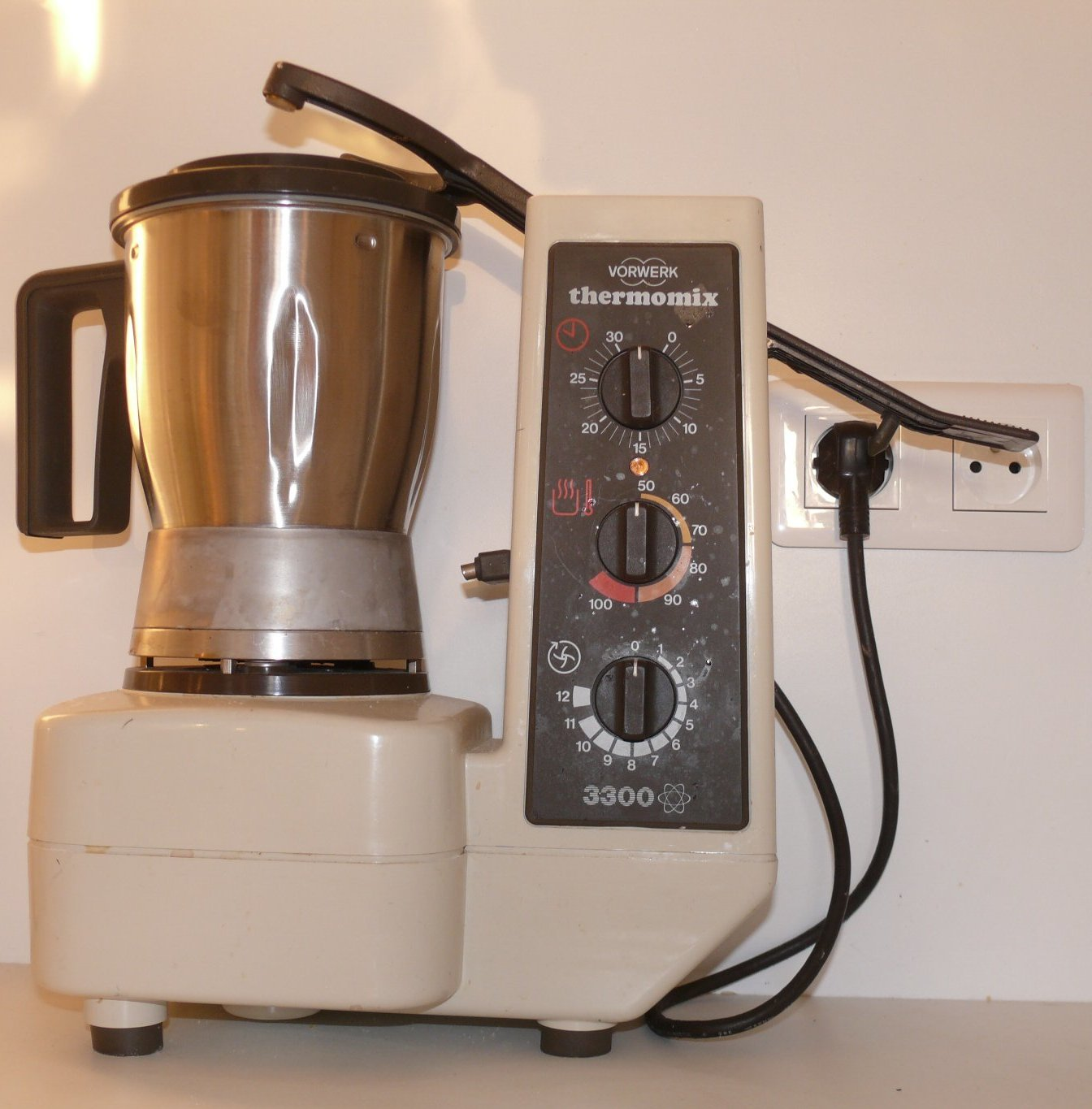
Thermomix TM 3300 (1982).

Thermomix es un robot de cocina fabricado por la compañía alemana Vorwerk, en su fábrica de la ciudad de Wuppertal, capaz de realizar diferentes funciones como cortar, mezclar, amasar, cocer a fuego lento, hervir y cocer al vapor. Su primera versión data de 1961, y en total se han producido 10 versiones diferentes de este aparato de cocina. El robot ha sido desarrollado por 120 ingenieros y 800 expertos técnicos.
Hasta 2024 se han vendido más de 7 millones y se han comprobado más de 70.000 recetas. Sus recetas se pueden adaptar a robots de cocina de otras marcas. El producto se vende únicamente en tiendas oficiales y a través de agentes comerciales.

## Modelos
Desde 1961 se han producido 10 generaciones de Thermomix:
1. 1961 - Thermomix VKM 5
2. 1965 - Thermomix VM 10
3. 1971 - Thermomix VM 2000
4. 1977 - Thermomix VM 2200
5. 1980 - Thermomix TM 3000
6. 1982 - Thermomix TM 3300
7. 1996 - Thermomix TM 21
8. 2004 - Thermomix TM 31
9. 2014 - Thermomix TM5 (+ complemento extra Thermomix Friend, 2021)
10. 2019 - Thermomix TM6 (+ complemento extra Thermomix Friend, 2021)
11. 2025 - Thermomix TM7

## Thermomix TM6

### Características
En marzo de 2019 la firma Vorwerk anunció el lanzamiento mundial del nuevo modelo de su robot de cocina, bautizada con el nombre de "Thermomix TM 6”, que incluye una serie de mejoras dirigidas a conectar el robot con dispositivos digitales móviles, controles táctiles y una mayor capacidad interior del vaso de 2,2 litros (los anteriores modelos poseían una capacidad de 2 litros). Puede alcanzar una temperatura de 120°, además de incluir nuevas funciones como cocinado lento, fermentación y sous vide.
Las críticas han elogiado su versatilidad pero señalado su alto precio (1.259 € el penúltimo modelo de "Thermomix TM6"). Se puede financiar para facilitar su pago, aunque eso eleva el precio de forma considerable.
Aunque no incorpora la función de horneado, se usa a menudo para preparar masas o pastas que posteriormente irán al horno. Para hacerlo, dispone de la función de molido de cereales que permite obtener harina de masa. Respecto a otras procesadoras de alimentos, tiene un número limitado de accesorios intercambiables.

### Accesorios
- Vaso con capacidad de 2,2 litros y tapa con cierre automático.
- Varoma (recipiente agujereado por el fondo) de 3,3 litros de capacidad para cocinar al vapor.
- Cesto: Sirve para colar, filtrar o escurrir, así como para cocinar ingredientes que no se pueden mezclar entre sí o que sean delicados.
- Mariposa: Ayuda a mantener en movimiento grandes cantidades de alimento; se utiliza para preparar postres, lácteos o yogur.
- Cubilete: Tapa del orificio que existe en la tapa; retiene el calor y evita salpicaduras, permitiendo por otra parte el acceso al contenido del vaso.
- Espátula. Tiene un collarín que hace de tope para poder remover el contenido sin interferir las cuchillas mientras está en funcionamiento. Además, permite apoyarla en una superficie plana sin mancharla.
- Incluye además una báscula integrada para pesar los alimentos señalados a medida que se incorporan y un cronómetro.
- Libro básico de recetas Thermomix (recetas guiadas por pantalla).

## Delegaciones
Vorwerk fomenta la venta de la Thermomix a través de distribuidores locales que organizan demostraciones a domicilio, de forma que el robot de cocina no está disponible en tiendas. Estos distribuidores locales se reúnen en delegaciones, las cuales están repartidas a lo largo de toda la geografía española y también a nivel mundial. Cuenta con un servicio técnico en todas las delegaciones. En América Latina, Thermomix posee operaciones en casi todos los países y su local comercial más grande se encuentra en Argentina, en la localidad bonaerense de Vicente López.

## Libros y revistas
Los libros de cocina son muy variados. Hay libros de cocina internacional como Thermomix viajera o Cocino a mi manera; libros con recetas de las diversas comunidades autónomas como Cocina regional; libros de repostería Pastelería y Repostería, libros para cuidar la alimentación como Cuida tu salud; y un largo etc. Es importante señalar que la máquina ya viene con un libro de recetas “Imprescindible Thermomix”.
Thermomix también cuenta con una comunidad de usuarios activa que comparte recetas y trucos en Internet, siendo especialmente popular en España, Italia y Austria.

## Ventas
Se estima que sólo en España hay ya cerca de 3 millones de hogares con Thermomix en alguna de sus versiones y unas 650.000 de su penúltimo modelo, la TM5, siendo España el país donde más se comercializa después de Alemania. Desde 2017 hasta 2022 se han vendido más de 13.000 robots de cocina de la firma en el mercado argentino.